# Kyle Gibson
Kyle Benjamin Gibson (Los Ángeles, California; 22 de mayo de 1987) es un jugador de baloncesto estadounidense. Mide 1,96 metros de altura y ocupa la posición de escolta. Actualmente forma parte de la plantilla de los Venados de Mazatlán del CIBACOPA mexicano.

## Carrera profesional
Después de no ser elegido en el Draft de la NBA de 2012, disputaría la NDL con Canton Charge.
Las temporadas 2013-14 y 2014-15 jugó en Italia, una temporada en el The Flexx Pistoia y la siguiente en el Acea Roma.
En la temporada 2015-16, firma por el Oostende belga, con el que consigue la liga. 
En verano de 2016 se compromete por el BMC Gravelines de la PRO A por una temporada.
Durante la temporada 2019-20 juega en las filas del Boulazac Basket Dordogne de la PRO A, en el que promedia 11,8 puntos por partido.
En noviembre de 2020, firma por el WKS Śląsk Wrocław de la Polska Liga Koszykówki.
Se unió a los Brujos de Guayama en Puerto Rico en 2021, pero dejó el equipo en agosto. El 21 de agosto de 2021 fichó por el Hapoel Galil Elyon de la Ligat ha'Al israelí.